# معیصرونه
معیصرونه (به عربی: معیصرونة) یک روستا در سوریه است که در ناحیه حیش واقع شده‌است. معیصرونه ۵۷۶ نفر جمعیت دارد.